# Christine GZ
Christine GZ (születési nevén: Christine Giampaoli Zonca) (Puduccseri, 1994. július 22. –) spanyol raliversenyző, a Veloce Racing tagjaként vesz részt az Extreme E-ben.

## Élete
Olasz szülők gyerekeként látta meg a napvilágot Indiában, de fiatalkorában a Kanári-szigetekre költözött.
2014-ben megnyerte a Championship of the Canaries versenyt. 2016-ban részt vett a Rally Catalunyán, egy teljesen nőkből álló csapat tagjaként.
2021-től vesz részt az Extreme E-ben, de első évében nem mutatott kimagasló teljesítményt. 2022-ben átigazolt a Veloce Racing-hez.
Az első kvalifikációs körén a Veloce Racinggel súlyos balesetet szenvedett, ezért vissza kellett lépnie a versenyből. Helyére a norvég Hedda Hosas ült a volán mögé. Másnap kiderült, hogy jól van, csak a lábában szenvedett komolyabb sérülést.